# Certisign

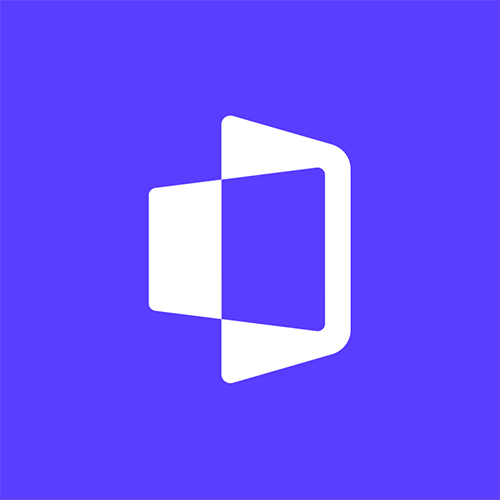
Confiança conecta. Mudamos para inspirar uma nova era de confiança digital.

A Certisign é uma empresa brasileira, com sede em São Paulo. Criada em 1995 por Paulo Wollny (idealizador) e Eduardo Rosemberg de Moura, iniciou as atividades em 1996 com a entrada de novos sócios. Fornece soluções de infraestrutura de chaves públicas para instituições financeiras, governos e empresas que utilizam cada vez mais redes IP não seguras para vincular processos comerciais, trocar informações e realizar transações bancárias e comerciais. A Certisign também oferece uma variedade de serviços de segurança e consultoria, desde certificados digitais, autenticação e gerenciamento de Identidade Digital.

## Premiações
Ao longo dos anos, a Certisign recebeu diversos prêmios voltados para a inovação e pioneirismo. 
Em 2010, conquistou o prêmio "e-Commerce Award 2010", por se destacar na categoria Mais Inovadores. 
Em 2013, a empresa se tornou a primeira empresa brasileira a alcançar o Symantec Website Security Solution Specialization, um reconhecimento pela experiencia comprovada em fornecer soluções de segurança para servidores e sites.
Em 2017, a companhia conquistou o prêmio "VAGAS 10+ Qualidade de Relacionamento com Candidatos". 
Em 2018, a Certisign recebeu a Medalha Juscelino Kubitschek, um reconhecimento da empresa como referencia nacional em certificação digital. 
Em 2024, lançou a nova marca Certisign.

## Certisign Explica
Certisign Explica é um site corporativo da empresa sobre as novidades no mundo contábil: leis tributárias, calendários, procedimentos e tecnologias para assinar declarações e documentos digitalmente.